# Barrett M82
Barrett M82 også kendt som M107 er en semi-automatisk riffel til brug mod materiel (og ikke i omgang mod personel).
Våbnet er udviklet og produceret af den amerikanske våbenproducent, "Barrett Firearms Manufacturing". Den bliver brugt af flere forskellige styrker og hære rundt omkring i verden. De Forenede Stater er dog den største aftager af de grovkalibrerede våben. Den bliver også kaldt "Light Fifty" pga. dens ammunition. Våbnet er kamret i kaliber .50 BMG - Browning Machine Gun. Kaliberen, som har målene 12,7 mm*99mm, er blandt de mest slagkraftige kalibrere. Kaliberen bruges i mange våben, men er mest anvendt i tunge maskingeværer, monteret på kampvogne og pansrede mandskabsvogne.
Riflen findes i to varianter, den originale M82A1 og M82A2, som ikke længere produceres.